# Ashland Township (Illinois)
Pour les articles homonymes, voir Ashland Township.
Ashland Township est un township du comté de Cass dans l'Illinois, aux États-Unis,. 

## Source de la traduction
- (en) Cet article est partiellement ou en totalité issu de l’article de Wikipédia en anglais intitulé « Ashland Township, Cass County, Illinois » (voir la liste des auteurs).